# (7087) Lewotsky
(7087) Lewotsky est un astéroïde de la ceinture principale intérieure découvert le 13 octobre 1991 par l'astronome Eleanor F. Helin.

## Historique
Le lieu de découverte, par l'astronome Eleanor F. Helin, est l'observatoire Palomar.
Sa désignation provisoire, lors de sa découverte le 13 octobre 1991, était 1991 TG4.